# Les Exploits de Fantômette
Les Exploits de Fantômette est le premier roman de la série humoristique Fantômette créée par Georges Chaulet.
Le roman, publié en 1961 dans la Bibliothèque rose des éditions Hachette, comporte 190 pages. Il évoque les tentatives d'un trio d'espions d'un pays ennemi de s'emparer des inventions du professeur Potasse.

## Notoriété
De 1961 à 2000, les ventes cumulées des titres de Fantômette s'élèvent à 17 millions d'exemplaires, traductions comprises.
Le roman Les Exploits de Fantômette a donc pu être vendu à environ 200 000 exemplaires.
Comme les autres romans, il a été traduit en italien, espagnol, portugais, en flamand, en danois, en finnois, en turc, en chinois et en japonais.

## Personnages principaux
- Françoise Dupont / Fantômette : héroïne du roman
- Ficelle : amie de Françoise et de Boulotte
- Boulotte : amie de Françoise et de Ficelle
- Isabelle : amie de Françoise, Ficelle et Boulotte
- Professeur Potasse : scientifique
- Colonel Pork, Bébert et Kafar : agents de renseignement d'une puissance ennemie

## Résumé
Remarque : le résumé est basé sur l'édition cartonnée non abrégée parue en 1961 en langue française.
- Mise en place de l'intrigue (chapitres 1 et 2)

Ficelle, Boulotte et Françoise sont trois écolières banales. Ficelle est une jeune fille un peu bêta, Boulotte est gourmande et s'occupe de sa souris Mimosa, Françoise est la plus réfléchie des trois. Les jeunes filles sont amies avec Isabelle. Celle-ci propose de leur présenter son oncle, le professeur Potasse, un inventeur qui a créé des engins loufoques (extincteur à trompette, tasse à café pour gauchers, etc) mais aussi une tuyère révolutionnaire pour avion. Il présente ses inventions aux quatre écolières.
- Aventures et enquête (chapitres 3 à 9)

Le soir, Fantômette vient surveiller le laboratoire car la veille elle a remarqué deux hommes qui surveillaient le laboratoire. Par la suite, elle empêche à plusieurs reprises des espions de l'État de Névralgie, Bébert et Kafar, sous les ordres du colonel Pork, de s'emparer des plans de la tuyère, non sans qu'elle ait pris d'importants risques personnels.
- Dénouement et révélations finales (chapitres 10 et 11)

Les trois espions sont mis hors d'état de nuire et livrés par Fantômette à la police, ligotés et enfermés dans un coffre de voiture.